# Leptasterias hexactis

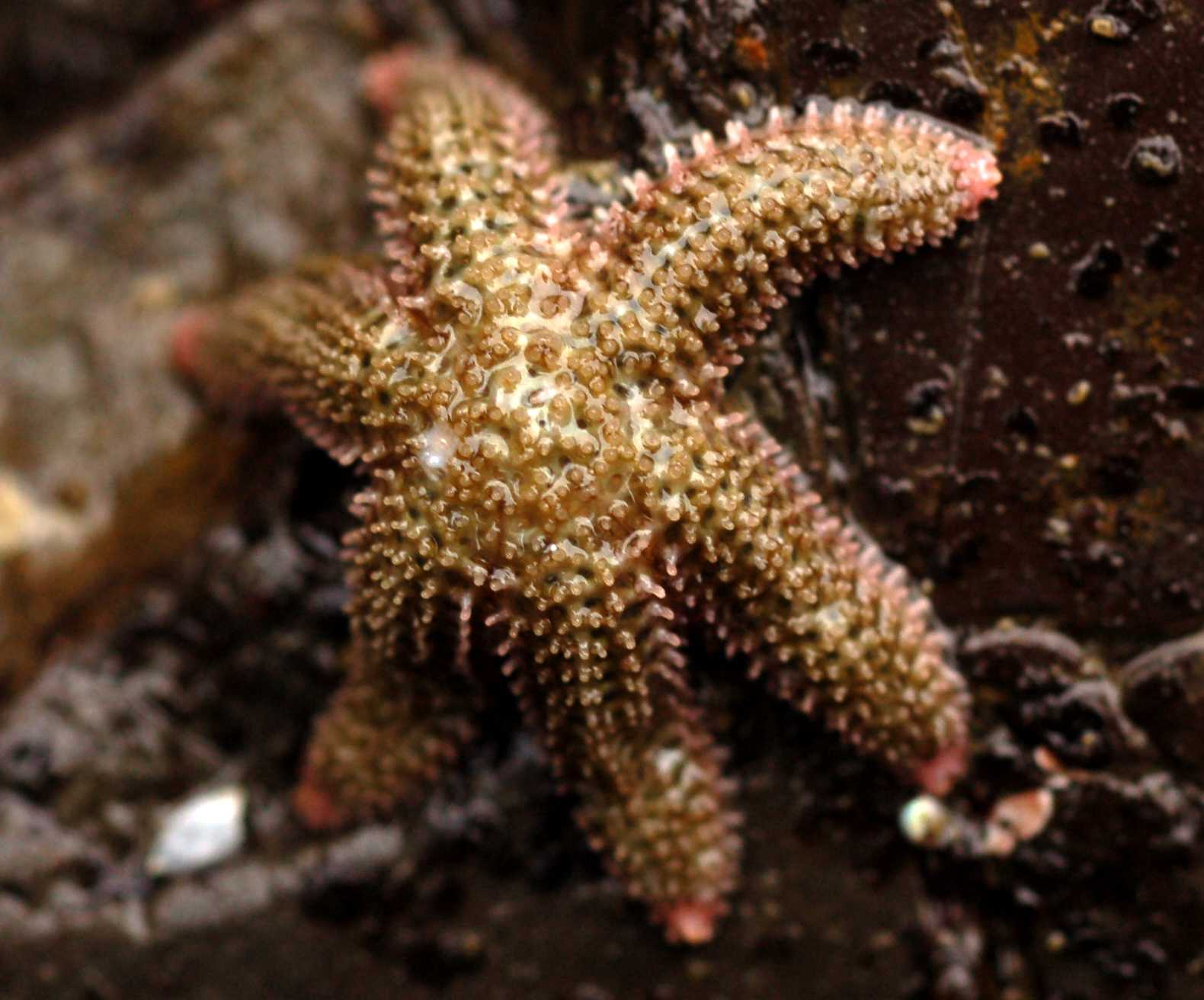
Hình ảnh của Leptasterias hexactis

Leptasterias hexactis là tên của một loài sao biển thuộc họ Asteriidae. Người ta phát hiện nó ở vùng thủy triều lên xuống ở bờ biển tại Mỹ. Nó là loài săn mồi và khác với nhiều loài sao biển khác, chúng nuôi con nhỏ của mình.

## Mô tả
Loài sao biển này thì mập, lùn, đường kính 5 cm, 6 cánh ngắn, lớn. Màu của phần trên thì có mảng hoặc lốm đốm màu xám, nâu, màu oliu, xanh hoặc thit hoảng là màu gạch đỏ. Nó có nhiều gai nhọn, ngắn trên cơ thể và có nhiều chân kìm nhỏ (một cấu trúc giống càng cua). Mặt dưới thì có màu nhạt và hai hàng chân ống song song.
Ở California, loài này thường nhầm lẫn với Leptasterias pusilla nhưng các loài này thì nhỏ hơn, thường có màu nâu xám nhạt hoặc hơi đỏ và cánh thì dài hơn, gầy hơn và gai nhọn hơn.

## Phân bố và môi trường sống
Chúng sinh sống ở vùng thủy triều lên xuống ở đông bắc Thái Bình Dương. Đó là khu vực từ quần đảo San Juan, Washington đến quần đảo Channel, California. Chúng thường ở bên dưới đá cuội, ở trong những đám tảo biển. Nó bám rất chắc trên đá.

## Sinh thái học
Thức ăn của Leptasterias hexactis là hải sâm, ốc, sao sao, trai, Polyplacophora và hà. Chúng cạnh tranh với loài Pisaster ochraceus về phương diện thức ăn.
Ở Puget Sound, mùa sinh sản diễn ra vào khoảng thời gian từ tháng 11 đến tháng 4. Trứng có noãn hoàng, mỗi lần đẻ thì từ 50 đến 1500 trứng tùy kích thước của con cái. Con cái giữ trứng bằng những chân ống ở gần miệng, uốn cong người lên và trong thời gian đó, chúng không ăn uống gì. Trứng nở thành ấu trùng và sau 40 chúng trở thành con non. Con mẹ tiếp tục chăm sóc chúng đến vài tuần tiếp theo thì để chúng tự lập. Trong môi trường nuôi nhốt, các nhà nghiên cứu thấy chúng bò ra bể kính, thi thoảng lại nổi trên mặt nước. Những cá thể đó mất 2 năm mới trưởng thành.